# Mestolobes
Mestolobes is een geslacht van vlinders van de familie grasmotten (Crambidae), uit de onderfamilie Crambinae.

## Soorten
- M. abnormis Butler, 1882
- M. amethystias Meyrick, 1899
- M. antichora Meyrick, 1904
- M. aphrias Meyrick, 1899
- M. arctura Meyrick, 1899
- M. autodoxa Meyrick, 1899
- M. banausa Meyrick, 1899
- M. chimonias Meyrick, 1899
- M. chlorolychna Meyrick, 1899
- M. chrysomolybda Meyrick, 1899
- M. chrysomolybdoides Swezey, 1920
- M. droseropa Meyrick, 1899
- M. epidelta Meyrick, 1899
- M. erinnys Meyrick, 1899
- M. eurylyca Meyrick, 1899
- M. homalopa Meyrick, 1899
- M. iochrysa Meyrick, 1899
- M. mesaema Meyrick, 1899
- M. minuscula Butler, 1881
- M. ochrias Meyrick, 1899
- M. ombrias Meyrick, 1899
- M. orthrias Meyrick, 1899

- M. perixantha Meyrick, 1899
- M. pessias Meyrick, 1899
- M. pragmatica Meyrick, 1899
- M. pyropa Meyrick, 1899
- M. quadrifascia Swezey, 1934
- M. quadrifasciata Swezey, 1920
- M. scleropis Meyrick, 1899
- M. semiochrea Butler, 1882
- M. sicaria Meyrick, 1904
- M. sirina Meyrick, 1899
- M. xanthoscia Meyrick, 1899